# Warszawa-Radom flygplats

Warszawa-Radom Airport (på polska: Port Lotniczy Warszawa-Radom IM. Bohaterów Radomskiego Czerwca 1976 Roku) - flygplatsen grundades på 1920-talet och används för närvarande av både armén och för civil användning. Anpassningen av flygplatsen för civila behov inleddes 2012. I maj 2014 gick Radom Airport in i National Registry of Civil Airports. År 2023 avslutades byggandet av en ny terminal, vilket är den mest moderna konstruktionen av denna typ i Polen och är beredd att acceptera 3 miljoner passagerare per år (med möjlighet att expandera upp till 9 miljoner passagerare). Den ursprungligen ombyggda rutten har utvidgats till 2500 m och tillsammans med det nya parkeringsgolvet tillåter drift av flygplan som används av lågkostnadslinjer som Boeing 737, Airbus A320 och A321neo.
Huvudnavigeringshjälpmedel är ett exakt landningssystem (ILS) i kategorin ILS II, som gör det möjligt att landa enligt instrumenten när synligheten faller till 300 meter. Endast sex flygplatser i Polen har ett liknande system: Modlin, Wrocław, Rzesów, Lublin, Katowice och Gdańsk, och den högsta kategorin endast Chopin Airport i Warszawa. Denna flygplats var den första i Polen, med ett spårljussystem helt baserat på LED -ljuskällor.
Nära flygplatsen finns internationella vägar E77 (DK7/S7) och E371 (DK9) och National (DK12/S12), samt järnvägslinjer som leder till Warszawa, Krakow, Łódź och Lublin. Konstruktionen av Radom Radom Railway Stop pågår, vilket kommer att bidra till bättre flygplatskommunikation.